# مسابقات باشگاهی جنوب آسیا
مسابقات باشگاهی جنوب آسیا که با نام لیگ فوتبال جنوب آسیا نیز شناخته می‌شود، یک تورنمنت پیشنهادی برتر باشگاه‌های فوتبال مردان در جنوب آسیا است. پیشنهاد شده است که این مسابقات توسط فدراسیون فوتبال جنوب آسیا سازماندهی شود و برای باشگاه‌های نماینده هفت عضو آن آزاد خواهد بود. اولین دوره این مسابقات که قرار بود در سال ۲۰۲۴ برگزار شود، به سال ۲۰۲۶ موکول شد.

## تاریخچه
قاضی صلاح‌الدین، رئیس فدراسیون جنوب آسیا، از زمان انتخاب شدنش به این سمت در سال ۲۰۰۹، قصد ایجاد یک رقابت باشگاهی منطقه‌ای را داشت. این طرح به دلیل کمبود اسپانسر و حمایت کافی برای چنین لیگی، بیش از یک دهه متوقف شده بود. در ماه مه ۲۰۲۳، پس از کنگره عادی فدراسیون در داکا، بنگلادش، اعلام شد که این رقابت احتمالاً برای اولین بار در سال ۲۰۲۴ برگزار خواهد شد. هر هفت انجمن عضو در مورد ایجاد آن و شرکت در اولین دوره این مسابقات توافق کردند. قرار بود هر انجمن عضو یک سهمیه در این رقابت‌ها دریافت کند و به فدراسیون فوتبال هند دو سهمیه به عنوان بالاترین عضو اعطا شود که در مجموع هشت شرکت‌کننده را شامل می‌شد.
در ابتدا پیشنهاد شده بود که این مسابقات به صورت متمرکز و طی دو هفته برگزار شود. با این حال، به درخواست هند، این برنامه به صورت رفت و برگشت تغییر یافت. قرار بود این مسابقات طی شش یا هفت ماه در طول فصل‌های لیگ داخلی برگزار شود.

## صلاحیت باشگاه‌ها
| کشور     | باشگاه |
| -------- | ------ |
| هند      | ۲      |
| بنگلادش  | ۱      |
| نپال     | ۱      |
| پاکستان  | ۱      |
| بوتان    | ۱      |
| سری‌لانکا | ۱      |
| مالدیو   | ۱      |

## نتایج
| سال  | تیم میزبان | نتیجه | تیم مهمان |
| ---- | ---------- | ----- | --------- |
| ۲۰۲۶ |            | –     |           |